# Braunau na Innu
Braunau na Innu (nje. Braunau am Inn) je austrijski gradić udaljen 60 kilometara sjeverno od Salzburga.
U gradiću Braunau na Innu rodio se 27. veljače 1882. Edmund Glaise von Horstenau, bivši austrijski časnik i general njemačkog Wehrmachta.
Dana 20. travnja 1889. ondje je rođen njemački kancelar i državni poglavar Adolf Hitler.
Godine 1989. prema odredbi gradonačelnika Gerharda Skibea postavljen je spomenik protiv rata i fašizma pred kućom u kojoj je rođen.
Od 1992. godine Udruga povjesničara mjesta organizira dane povijesti grada Braunaua i od 1998. godine tu se održava godišnji sastanak Austrijskog memorijalnog društva.
Godine 2000. lokalne novine "Braunauer Rundschau" pokrenule su peticiju sakupljana potpisa pod nazivom "Braunau ukazuje na propuste".
U samo nekoliko kilometara udaljenom selu Marktlu na Innu 16. travnja 1927. godine rođen je papa Benedikt XVI.
Hans Staininger (? - 28. rujna 1567.) bio je gradonačelnik Braunau na Innu, a poznat je po svojoj dugoj bradi od gotovo dva metra.